# Rufus Schobbejak
Rufus Schobbejak (Engels: Rufus Scrimgeour) is een figuur uit de serie boeken over Harry Potter van de Engelse schrijfster J.K. Rowling. Hij was het hoofd van de Schouwers op het ministerie. Nadat besloten werd om Cornelis Droebel te ontslaan, werd Schobbejak tot Minister van Toverkunst benoemd.
In het zesde boek neemt hij Harry regelmatig apart en probeert hij hem over te halen net te doen alsof Harry voor het Ministerie van Toverkunst werkt, om de toverbevolking gerust te stellen. Harry kan het niet waarderen dat het ministerie de toverbevolking voor de gek wil houden, en kan het daarom absoluut niet met Schobbejak vinden.
Schobbejak sterft in het zevende en laatste boek door Voldemort en zijn Dooddoeners. Hij wordt opgevolgd door Pius Dikkers. Het gerucht gaat dat Rufus Schobbejak vlak voordat hij vermoord werd nog gemarteld werd met de Cruciatusvloek om de verblijfplaats van Harry Potter door te geven. Of dit echt zo is wordt niet duidelijk, maar Harry's verblijfplaats is in elk geval niet verklapt.
Het is mogelijk dat Schobbejak familie is van 'Brutus Schobbejak', schrijver van de 'Drijversbijbel' waarover Rowlings boekje Zwerkbal Door de Eeuwen Heen verhaalt.